# Наяда малая
Ная́да ма́лая (лат. Nájas mínor) — однолетнее водное растение, вид рода Наяда.

## Ботаническое описание
Растение с очень ломким ветвистым стеблем 4—25 см длиной и до 1 мм толщиной, с междоузлиями до 5 см длиной.
Листья узколинейные, 1—2 см длиной и до 0,5 мм шириной, с расставленными зубцами по краям; влагалища резко переходят в пластинки, по верхнему краю зубчатые; стебель и средняя жилка листа снизу без шипиков.
Растение однодомное. В европейской части России цветёт в июле—августе.
Плоды 2—2,7 мм длиной и около 0,5 мм шириной; семена тёмные, с 12—18 рядами узких ячеек. В европейской части России плодоносит в августе—сентябре.
Число хромосом 2n = 24.

## Распространение и экология
Ареал — зона умеренного климата Евразии и Северной Америки. Вид встречается также в Африке, занесён и акклиматизировался почти повсюду в мире.
В европейской части России распространён в бассейнах крупных рек — Волги и Дона, а в азиатской — на юге Сибири и Дальнего Востока.
Растёт в пресных и слабосолоноватых водоёмах. Размножается и распространяется семенами.